# Pier Paolo Pacini
Pier Paolo Pacini (Firenze, 6 giugno 1960) è un regista e drammaturgo teatrale italiano.

## Biografia
Allievo di Orazio Costa Giovangigli, negli anni ottanta svolge un'intensa attività teatrale come attore di prosa, interpretando ruoli di protagonista e coprotagonista in opere di Sofocle, Ariosto, Molière, Racine, Cechov, Ibsen, Miller.
L'avvicinamento al teatro lirico, che comporterà l'abbandono dell'attività di attore, avviene nel 1987 e determinante in questo senso è l'incontro con Piero Faggioni (anch'egli allievo di Costa) con cui collabora in qualità di aiuto regista e assistente scenografo a partire dal 1990.

## Lirica
Debutta alla regia lirica nel 1997 con Norma di Bellini. Tra i suoi allestimenti Serse di Haendel (1998, regia e scene), Amelia al ballo di Menotti (1998, regia, scene e costumi), Il segreto di Susanna di Wolf-Ferrari (1998, regia, scene e costumi), Così fan tutte (2000, regia e scene), Le nozze di Figaro (2002) e Don Giovanni (2003) di Mozart, Fidelio di Beethoven (2000, regia e scene), Don Carlos di Verdi (2001, regia e scene), Didon di Piccinni (2001, regia e scene), I Capuleti e i Montecchi di Bellini (2002, regia e scene), Un ballo in maschera di Verdi (2010, regia e scene), Tosca di Puccini (2011), La traviata di Verdi (2014), Der Kaiser Von Atlantis di Ullmann (2015), La bohème di Puccini (2015).

## Prosa
Formato al Metodo Mimico da Orazio Costa, ha cercato di riproporre nell'ambito della interpretazione scenica i principi del Metodo, utilizzando analisi interpretative dei testi e tecniche di studio dei personaggi basati sulle intuizioni pedagogiche teatrali di Costa e facendo riferimento alla sua concezione di una regia essenziale, non invasiva, fondata sulla espressione teatrale pura, un teatro di poesia dove l'interprete è l'elemento centrale della rappresentazione in uno spazio scenico il più neutro possibile e dove la funzione della regia consiste essenzialmente nel lavoro sulla interpretazione drammatica.
Attivo in Francia e a Londra negli anni 90, viene in contatto con gruppi dell'avanguardia teatrale lavorando su produzioni di testi inediti in spazi inusuali, combinando teatro e linguaggio non verbale.
Con la messa in scena del Peer Gynt di Ibsen (2007, regia e scene) rielaborato nella struttura e nel testo, ha realizzato una innovativa proposta di teatro in musica dove i concetti di parola, canto e azione scenica si intersecano sulla base dell'idea della loro unità espressiva, che è fondamento del Metodo Mimico e della sua concezione drammaturgica del Teatro.
Per il Teatro della Pergola ha messo in scena con i diplomati del Corso per Attori "Orazio Costa" Romeo e Giulietta di William Shakespeare (2016) e una trasposizione di Pinocchio di Carlo Collodi (2021). 
Sempre per il Teatro della Pergola, nel 2022 ha diretto La dodicesima notte di William Shakespeare.
È direttore del Centro di Avviamento all'Espressione (CAE), fondato da Costa nel 1979, e del Corso per Attori "Orazio Costa" presso la Fondazione Teatro della Toscana, Teatro Nazionale, dove è anche docente di interpretazione scenica.